# Waxenstein
Le Waxenstein est un sommet des Alpes situé dans le Wetterstein, en Allemagne (Bavière). Il est composé de cinq pointes :
- le Großer Waxenstein, 2 277 m ;
- le Vorderer Waxenstein, 2 136 m ;
- le Zwölferkopf, 2 226 m ;
- le Mittagscharte, 2 126 m ;
- le Männl, 1 889 m.